# Зазерье (Брестская область)
Зазе́рье (бел. Зазер’е) — деревня в Барановичском районе Брестской области Белоруссии. Входит в состав Почаповского сельсовета. Население по переписи 2019 года — 14 человек.

## География
Расположена в 29,5 км (37 км по автодорогам) к северу от центра Барановичей, на расстоянии 6 км (8,5 км по автодорогам) к северо-востоку от центра сельсовета, агрогородка Почапово, неподалёку от границы с Новогрудским районом Гродненской области. Граничит с деревней Большие Пурневичи.

## История
В 1909 году — деревня Почаповской волости Новогрудского уезда Минской губернии, 22 двора.
После Рижского мирного договора 1921 года — в составе гмины Почапово Новогрудского повета Новогрудского воеводства Польши, 31 двор.
С 1939 года — в составе БССР, в 1940–62 годах — в Городищенском районе Барановичской, с 1954 года Брестской области. Затем передана в состав Барановичского района. С конца июня 1941 года до июля 1944 года оккупирована немецко-фашистскими войсками.

## Население
| Численность населения (по переписи) | Численность населения (по переписи) | Численность населения (по переписи) | Численность населения (по переписи) | Численность населения (по переписи) | Численность населения (по переписи) | Численность населения (по переписи) |
| 1909                                | 1921                                | 1959                                | 1970                                | 1999                                | 2009                                | 2019                                |
| ----------------------------------- | ----------------------------------- | ----------------------------------- | ----------------------------------- | ----------------------------------- | ----------------------------------- | ----------------------------------- |
| 122                                 | ↗166                                | ↗203                                | ↘165                                | ↘46                                 | ↘28                                 | ↘14                                 |